# Basalys orion
Basalys orion är en stekelart som beskrevs av Nixon 1980. Basalys orion ingår i släktet Basalys, och familjen hyllhornsteklar. Arten är reproducerande i Sverige.